# Mira Schendel
Mira Schendel ou Myrrha Dagmar Dub (Zurique, 7 de junho de 1919 — São Paulo, 24 de julho de 1988) foi uma artista plástica suíça radicada no Brasil, hoje considerada um dos expoentes da arte contemporânea brasileira.

## Biografia

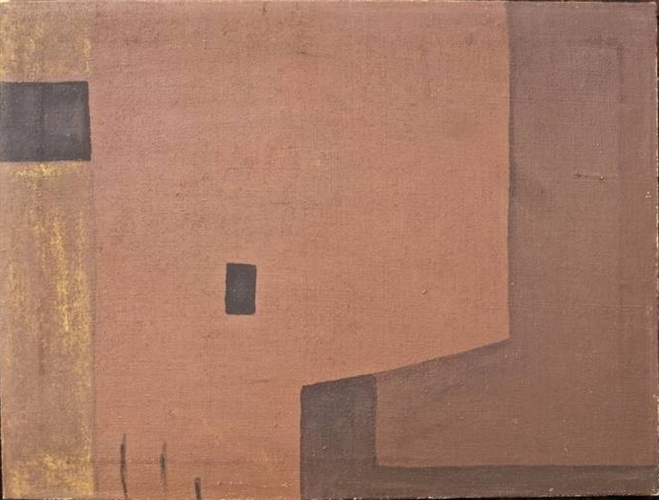
Mira Schendel: sem título, 1956.

Seu pai era tchecoslovaco, de família judaica, enquanto a mãe era filha de um alemão e de uma italiana de origem judaica, convertida ao catolicismo. Os pais se separaram quando Mira era ainda um bebê, e a mãe se casou novamente com um conde italiano. 
Em Milão, na década de 1930, estudou Filosofia na Universidade Católica e, a partir de 1936, também freqüentou a escola de arte. Durante a Segunda Guerra Mundial, acaba abandonando os estudos. Em 1941, vai para Sofia, na Bulgária, fugindo da perseguição nazista. Acaba em Sarajevo, na Iugoslávia, onde se casa com Josip Hargesheimer, com o intuito de conseguir permissão para emigrar. 
No imediato pós-guerra, entre 1946 e janeiro de 1949, o casal permanece em Roma. Mira é considerada "pessoa deslocada”, no jargão das autoridades, e trabalha na Organização Internacional de Refugiados. Nessa época mantém correspondência com o teólogo Ferdinando Tartaglia.
Finalmente, obtém permissão para vir para o Brasil, chegando ao Rio de Janeiro em 12 de janeiro de 1949. Em seguida, fixa-se em Porto Alegre. Ali, além de pintar, dá aulas de pintura e trabalhar com cerâmica. Também estuda e publica poesias. Assinaria suas obras com o sobrenome Hargesheimer até 1953. 

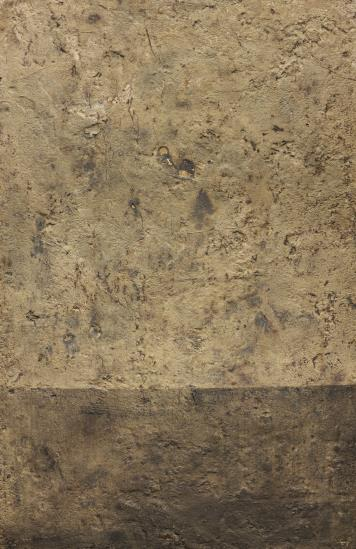
Mira Schendel: sem título, 1956.

Seus primeiros trabalhos modernos são marcados por uma certa rigidez e alheamento, semelhantes às naturezas-mortas de Morandi, em meados da década de 1950. Haroldo de Campos, que era próximo a Mira, disse, em entrevista a Sônia Salzstein, que Mira "sentia aquilo que o Julio Cortázar chamava de ‘dificuldade de estar de todo’: ela se sentia meio exilada”.
Sua participação na 1ª Bienal Internacional de São Paulo, em 1951, lhe permite contato com experiências internacionais e a inserção na cena nacional. Dois anos depois, em 1953, muda-se para São Paulo, onde conhece o livreiro alemão Knut Schendel, que se tornou o pai de seu filho único e posteriormente seu marido. Mira adota o sobrenome Schendel.
Na década de 1960 produz mais de quatro mil desenhos com a técnica da monotipia em papel-arroz. Estes são divididos em subgrupos, apelidades de "linhas", "arquiteturas (linhas em forma de u), "letras" (alfabeto e símbolos matemáticos) e "escritas" (em várias línguas). 
Em 1966, após a apresentação em Londres de sua série Droguinhas, elaborada com papel-arroz retorcido, conhece o filósofo e semiólogo Max Bense (1910-1990), que contribui para uma de suas exposições e com quem mantém correspondência até 1975. As peças de acrílico datam de 1968, quando ela produz obras como Objetos Gráficos e Toquinhos.
Entre 1970 e 1971 realiza um conjunto de 150 cadernos, desdobrados em várias séries. Na década de 1980, produz as têmperas brancas e negras, os Sarrafos, e inicia uma série de quadros com pó de tijolo.
Após sua morte, muitas exposições apresentam sua obra dentro e fora do Brasil. Em 1994, a 22ª Bienal Internacional de São Paulo dedica-lhe uma sala especial. Em 1997, o marchand Paulo Figueiredo doa grande número de obras da artista ao Museu de Arte Moderna de São Paulo (MAM/SP) - em homenagem à sua generosidade o museu decide dar o seu nome a uma de suas salas de exposição, hoje Sala Paulo Figueiredo. A artista está representada nos seguintes acervos: MoMA (a primeira obra foi doada por Luisa Strina), Tate Modern em Londres, MAC-USP, Museu de Arte do Rio (MAR), Museu de Arte Contemporêna (MAC) de Niterói, Fundação Edson Queiroz em Fortaleza, entre outros.  
No início de 2009, ocorre uma espécie de salto epistemológico com a publicação pela editora Cosacnaify da tese de Geraldo Souza Dias, defendida na Alemanha. Souza Dias é um dos raros teóricos brasileiros que escrevem sobre Mira Schendel e dominam a língua alemã, idioma básico para a artista. Essa publicação beneficiará todo o ambiente,do MoMA ao Cebrap da USP. 

## Obras
O trabalho de Mira dialoga muito com o concretismo, abstração e a relação entre imagem e palavra. A artista ficou conhecida por seu trabalho com materiais como acrílico transparente e papel japonês (papel de arroz) tingido com tinta ecoline; e pela utilização de traços, letras, frases e os signos nas suas composições, como na sua exposição Toquinhos. Mira também criou objetos gráficos e centenas de monotipias.
Dentre suas temáticas estão inquietações filosófico-religiosas, como questões relacionadas a experiência corpórea e espiritual. A psicologia também tem lugar nas reflexões de suas obras, e Mira se influencia com os texto do psicanalista Jung sobre o processo de individuação para a criação de uma série de mandalas, um dos arquétipos mais estudados por ele.
Em 2020, uma obra de Mira Schendel foi vendida ao Art Institute of Chicago por 1,2 milhão de dólares (6,4 milhões de reais) em um leilão que ocorreu na Bolsa de Arte de São Paulo.

## Exposições
Algumas das exposições de Mira Schendel são:
1952 - Porto Alegre RS - Individual, no Ibeu
1954 - São Paulo SP - Mira: pinturas, no MAM/SP
1960 - Rio de Janeiro RJ - Mira: cartões de natal, na Adorno Decorações e Presentes 
1963 - São Paulo SP - Mira Schendel: pinturas, na Galeria São Luís 
1964 - São Paulo SP - Mira Schendel: óleos e desenhos, na Galeria Astréia
1965 - Rio de Janeiro RJ - Individual, na Petite Galerie 
1966 - Lisboa (Portugal) - Individual, na Galeria Bucholz 
1966 - Londres (Inglaterra) - Individual, na Signals Gallery 
1966 - Rio de Janeiro RJ - Individual, no MAM/RJ
1967 - Stuttgart (Alemanha) - Individual, no Technische Hochschule 
1968 - Londres (Reino Unido) - Lisson 68, no Lisson Gallery
1968 - Oslo (Noruega) - Individual, na Gramholt Galleri 
1968 - Viena (Áustria) - Individual, na St. Stephan Gallerie
1969 - Graz (Áustria) - Individual, na Gallerie bei Minoritensaal 
1972 - São Paulo SP - Através, na Galeria Ralph Camargo
1973 - Washington (Estados Unidos) - The Avant-Garde Works by Mira Schendel, na Art Gallery of The Brazilian -American Cultural Institute
1974 - Nuremberg (Alemanha) - Mira Schendel. visuelle konstruktinen und transparente texte, na Schmidtbank -Galerie, Institut für Moderne
1975 - Rio de Janeiro RJ - Individual, na Galeria Luiz Buarque de Holanda/Paulo Bittencourt
1975 - São Paulo SP - Mira Schendel: desenhos de 1974/75: datiloscritos, mandalas, paisagens, no Gabinete de Artes Gráficas
1975 - Stuttgart (Alemanha) - Mira Schendel. Visuelle Konstruktinen und Transparente Texte, na Studiengalerie, Uni Stuttgart
1978 - São Paulo SP - Mira Schendel: desenhos, no Gabinete de Artes Gráficas
1980 - São Paulo SP - Mira Schendel: desenhos, na Galeria Cosme Velho 
1981 - São Paulo SP - Mira Schendel, na Galeria Luisa Strina 
1982 - Rio de Janeiro RJ - Individual, na Galeria GB 
1982 - São Paulo SP - Individual, na Paulo Figueiredo Galeria de Arte
1983 - Rio de Janeiro RJ - Mira Schendel, 65 Desenhos, na Galeria Thomas Cohn
1983 - São Paulo SP - Individual, na Galeria Luisa Strina
1984 - São Paulo SP - Individual, na Paulo Figueiredo Galeria de Arte 
1985 - São Paulo SP - Mira Schendel: pinturas recentes, na Paulo Figueiredo Galeria de Arte
1987 - Rio de Janeiro RJ - Individual, na Galeria Thomas Cohn
1987 - São Paulo SP - Mira Schendel: obras recentes, na Paulo Figueiredo Galeria de Arte
1987 - São Paulo SP - Mira Schendel: obras recentes, no Gabinete de Arte Raquel Arnaud
1994. The Drawing Center de Nova York. 
1999 - Centro HO, Rio de Janeiro. 
2009- Rio de Janeiro Expoentes da Arte Moderna Brasileira  na Galeria Hermitage. 
2011 -  São Paulo - Museu da Imagem e do Som - MIS
2011 São Paulo - Caixa Cultural Sé.
2009 - MoMA, -  exposição retrospectiva de Mira Schendel e do artista argentino León Ferrari - a maior exposição de trabalhos desses dois artistas já realizada nos Estados Unidos.
2013 - Museu Tate Modern de Londres realizou a maior exposiçao retrospectiva de Mira Schendel, com cerca de 250 obras.
2014 - Pinacoteca do Estado de São Paulo - exposição retrospectiva da artista Mira Schendel que ao lado de seus contemporâneos Lygia Clark e Helio Oiticica, reinventou a linguagem do Modernismo Europeu no Brasil